# 가야노 시로
가야노 시로(일본어: 萱野 志朗, 1958년 4월 14일~)는 일본의 아이누 문화 연구자이며, 아이누족 출신 정치인이다. 또한 아이누 민족당의 대표이다. 그의 아버지는 아이누 문화 연구자이자 전 참의원(1994년~1998년 재임)으로 활동한 가야노 시게루이다.

## 생애
가야노 시로는 1958년 4월 14일 일본 홋카이도 히다카 지청 사루군 비라토리정에서 아버지 가야노 시게루와 어머니 레이코 사이에서 차남으로 태어났다.
1981년 아시아 대학 법학부를 졸업하여, 광고 회사에 근무했었고, 1988년 히라토리정(平取町)에 있는 아이누어 교실 직원으로 일했다. 1990년 9월 불교대학 통신교육과정에서 학예사 자격을 취득하였다. 1992년 4월 시시리무카 니부타니 아이누 자료관(シシリムカ二風谷アイヌ資料館)의 부관장, 학예사를 맡았다.
1994년 11월부터 1998년 1월까지 가야노 시게루의 참의원 제2비서로 활동했다. 1998년 7월 12일 제18회 일본 참의원 의원 통상선거에서 홋카이도 선거구 사회민주당 후보로 출마했지만, 5위(5.67%)로 낙선하였다.
2006년 4월 1일부터 아버지 가야노 시게루 사후로 시시리무카 니부타니 아이누 자료관 박물관장이 되었다. 2006년 9월 가야노 관광 주식회사를 설립하여, 노보리베쓰시(登別市)에 있는 노보리베쓰 곰 목장 근처에 아이누 자료관 병설하는데 큰 공헌을 하였다.
2012년 1월 21일 정치 단체인 아이누 민족당(アイヌ民族党)을 창당하였다. 2019년 4월 통일지방선거 히라토리정(平取町) 의회 의원 선거에 출마하여, 무투표 당선이 되었고, 2023년에 퇴임하였다.

## 같이 보기
- 아이누
- 가야노 시게루